# Sanitka 2
Sanitka 2 je český třináctidílný televizní seriál z roku 2013 produkovaný Českou televizí, který natočil režisér Filip Renč. Děj je zasazen do prostředí pražské zdravotnické záchranné služby a navazuje na původní seriál Sanitka z 80. let 20. století.

## Předmluva (motto)
- Namluvil František Němec

Čas...to nejcennější, co člověk má. 
O lidském životě někdy rozhodují vteřiny, minuty, 
ale i přítomnost někoho, kdo je vám kdykoliv připraven pomoci. 
Někoho, kdo vám řekne: "Žij dál, tohle není tvůj poslední den."

## Obsazení

#### Zaměstnanci rychlé záchranné služby
| Jaromír Hanzlík  | MUDr. Vojtěch Jandera, lékař záchranky                                    |
| Zlata Adamovská  | Eliška Janderová, exmanželka Vojtěcha Jandery, vedoucí dispečinku         |
| Václav Jiráček   | MUDr. Marek Jandera, syn Elišky a Vojtěcha Janderových, lékař záchranky   |
| Pavel Zedníček   | Fanda Beznoska, řidič sanitky                                             |
| Svatopluk Skopal | MUDr. Jan Karlík, lékař záchranky                                         |
| Jiří Dvořák      | MUDr. Jan Kaderka, ředitel a lékař záchranky                              |
| Jaromír Dulava   | MUDr. Luboš Radosta, lékař záchranky, manžel Leony Radostové              |
| Marek Vašut      | Josef Neliba, řidič sanitky                                               |
| Martin Bohadlo   | Otík Jaroš, záchranář                                                     |
| Michal Dlouhý    | MUDr. Richard Bláha, lékař záchranky                                      |
| Igor Bareš       | Václav Cígler, řidič sanitky, ve 2. díle dostal výpověď za krádež benzínu |
| Petr Kostka      | MUDr. Václav Mádr, majitel letecké záchranné služby                       |
| Jan Budař        | Gordon Mádr, syn MUDr. Václava Mádra, manžel Simony Mádrové               |
| Jana Kolesárová  | Simona Mádrová, dispečerka, manželka Gordona Mádra                        |
| Iveta Jiříčková  | dispečerka Áňa Běhounková                                                 |
| Eva Leinweberová | dispečerka Zuzana Kohoutová                                               |
| Jiří Lábus       | Tatoušek, garážmistr                                                      |
| Zdeněk Srstka    | Korejs, milovník a cvičitel psů                                           |

#### Ostatní postavy
| Tomáš Juřička      | Jaroslav Jandera, Vojtěchův bratr                                        |
| Ivana Andrlová     | Alžběta Janderová, manželka Jaroslava, zemřela v 7. díle po pádu z mostu |
| Dagmar Havlová     | MUDr. Markéta Foldynová, současná manželka Vojtěcha Jandery              |
| Jiřina Bohdalová   | MUDr. Kaderková, matka Jana, zubařka v důchodu                           |
| Vladimír Javorský  | Theodor Kaderka, bratr Jana a malíř                                      |
| Jitka Schneiderová | Leona Radostová, manželka MUDr. Luboše Radosty                           |
| František Němec    | namluvil pouze intro                                                     |

## Seznam dílů
| Díl | Premiéra   |
| 1.  | 6.9.2013   |
| 2.  | 13.9.2013  |
| 3.  | 20.9.2013  |
| 4.  | 27.9.2013  |
| 5.  | 4.10.2013  |
| 6.  | 11.10.2013 |
| 7.  | 18.10.2013 |
| 8.  | 25.10.2013 |
| 9.  | 1.11.2013  |
| 10. | 8.11.2013  |
| 11. | 15.11.2013 |
| 12. | 22.11.2013 |
| 13. | 29.11.2013 |

## Natáčení
Roku 2010 byl oznámen záměr natočit další díly seriálu, tentokrát s režisérem Filipem Renčem. Natáčení třináctidílného novodobého pokračování populárního seriálu Sanitka 2 proběhlo 12. září 2011 ve vysílači Liblice. Během 171 natáčecích dní natočili tvůrci mnoho náročných záchranářských scén v exteriérech včetně produkčně nejnáročnějšího zachycení výbuchu rockového klubu. Poslední klapka seriálu padla 29. června 2012 na pražském Smíchově.
Pokračování Sanitky se začalo připravovat po téměř třiceti letech od premiéry legendárního seriálu. Ivan Hubač napsal Sanitku 2 jako zcela nový, sevřený příběh, který však v mnohém navazuje na první řadu. Stejně jako jedenáctidílná Sanitka i třináctidílná Sanitka 2 má tvar a rozměr velkého televizního románu, posouvá ho však do současnosti.
Novodobé pokračování legendárního seriálu dle skutečných příběhů se vyznačuje řadou akčních scén, které ukazují práci záchranářů a lékařů v největším nasazení.